# Capitalismo e schizofrenia
Capitalismo e schizofrenia (titolo originale in francese Capitalisme et schizophrénie) è un saggio di filosofia teoretica diviso in due volumi, nato dalla collaborazione dei filosofi francesi Gilles Deleuze e Félix Guattari. I suoi due volumi, pubblicati ad 8 anni di distanza l'uno dall'altro, sono L'Anti-Edipo (1972) e Millepiani (1980).

## Tematiche

### L'Anti-Edipo
L'Anti-Edipo ha come compito quello di tornare sull'errore che costituisce - secondo gli autori - il desiderio concepito come mancanza («l'inconscio non è un teatro, ma un'officina, una macchina per produrre»), e postula che non è la follia a dover essere ricondotta all'ordine, ma al contrario è il mondo moderno ovvero l'insieme degli ambiti sociali che devono essere interpretati anche in funzione della singolarità del folle («l'inconscio non delira sui propri genitori, bensì sulle razze, le tribù, i continenti, la storia e la geografia, sempre un ambito sociale»). Secondo gli autori, solo il desiderio – o la dimensione del fatto che rivela il desiderio – garantisce la libera configurazione delle singolarità e delle forze nel mettere la storia in movimento.

### Millepiani
Il lavoro riflette il rifiuto di Deleuze e Guattari per le organizzazioni gerarchiche (arborescenti), in favore delle strutture di base, le organizzazioni rizomatiche. Nel testo, organizzato appunto in "piani", essi propongono la "macchina da guerra nomadica", una forza d'aggressione o resistenza che lavora al fine di preservare l'eterogeneità, in contrapposizione all'"apparato di stato", il quale opera tramite l'omogeneizzazione ed il totalitarismo. Nell'ultimo "piano" viene invocata la noosfera.

## Edizioni
- Gilles Deleuze e Félix Guattari, Capitalismo e schizofrenia, Minuit, 1972 / 1980,  pp. 496 per L'Anti-Edipo e 645 per Millepiani, ISBN 2-7073-0067-5.